# Chronogastridae
Chronogastridae é uma família de nematóides pertencentes à ordem Plectida.
Géneros:
- Caribplectus Andrássy, 1973
- Keralanema Siddiqi, 2003
- Kischkenema Siddiqi, Winiszewska & Malewski, 2013
- Rugoster Siddiqi, Handoo & Siddiqi, 2013